# Accord global sur les investissements entre l'Union européenne et la Chine
L'Accord global sur les investissements (AGI) entre l'Union européenne et la Chine (anglais : Comprehensive Agreement on Investment) est un accord économique conclu par la Commission européenne  et la Chine le 30 décembre 2020, à l'issue de négociations lancées en 2013. Il n'est pas encore signé ni ratifié.

## Histoire

### Genèse des négociations
Il s'inscrit dans la grande vague de traités de libre-échange entre blocs économiques de la décennie 2010 à la suite de l'échec du cycle de Doha. La perception de la Chine a entre-temps changé chez les dirigeants européens, la Commission européenne déclarant dans un document publié le 12 mars 2019 par son service diplomatique, que la Chine est un « rival systémique », doublé d’un « concurrent stratégique ». Cependant, malgré cette nouvelle approche, l'Union européenne démontre son autonomie stratégique vis-à-vis des États-Unis, alors qu'Obama et surtout Trump incitaient à une confrontation avec la Chine.

### Conclusion de l'accord
L'accord est conclu fin décembre 2020, pour répondre aux vœux de la présidence allemande du Conseil de l'Union européenne en 2020 (finissant le 31 décembre 2020) et pour profiter de l'opportunité que représentait l'intérim de l'élection présidentielle américaine de 2020 (du 14 décembre 2020 au 20 janvier 2021).

### Suspension des efforts de ratification
En mai 2021, la Commission européenne annonce suspendre ses efforts pour permettre la ratification de l'accord à la suite du contexte politique, notamment des sanctions et contre-sanctions entre l'Union européenne et la Chine au sujet du Xinjiang.

## Contenu
L'accord porte sur une facilité d'investissement sur les secteurs manufacturiers, mais aussi sur les télécommunications, les services financiers, etc. La Chine doit par exemple permettre de lever ses blocages sur ses entreprises publiques ou privées (par le système de co-entreprise), ou encore ouvrir certains secteurs comme le secteur médical, du cloud ou des voitures électriques ; l'Union européenne ouvrirait son secteur des énergies renouvelables à hauteur de 5 % des parts de marché.
Les différends seront traités par des mécanismes d'arbitrage inspirés sur ceux de l'Organisation mondiale du commerce.
Des clauses environnementales et sociales notamment contre le travail forcé sont ajoutées.

## Tableau comparatif
|                            | Union européenne                 | République populaire de Chine           |
| -------------------------- | -------------------------------- | --------------------------------------- |
| Population                 | 510 millions hab.                | 1,376 milliard hab.                     |
| Superficie                 | 4 324 782 km2                    | 9 596 961 km2                           |
| PIB (nominal)              | 18 162,204 milliard $ de dollars | 10 982,982 milliard $ de dollars (2016) |
| PIB (nominal) par habitant | 33 817 $                         | 8 600 $                                 |